# Balagny-sur-Thérain
Balagny-sur-Thérain è un comune francese di 1 422 abitanti situato nel dipartimento dell'Oise della regione dell'Alta Francia.

## Società

### Evoluzione demografica
Abitanti censiti